# Љубиша Рајковић Кожељац
Љубиша Рајковић Кожељац (Koжељ, 4. фебруар 1940 — Зајечар, 4. март 2020) био је српски књижевник, лингвиста, новинар и научни радник из Зајечара. 
Оставио је за собом обимну објављену грађу о културној баштини на Косову и Метохији и Југоисточној Србији. Писао је приче, песме, приказе и есеје, хронике, биографије и монографије а познат је и као сакупљач усменог народног стваралаштва. Поред књижевног стварања бавио се и научним радом у области антропологије, историје, етнологије, филологије и лингвистике.
Био је члан удружења фолклориста Југославије, Удружења просветних радника Србије, Члан Матице Српске, Удружења Књижевника Србије и Црне Горе. Учесник је био бројних књижевних и научних скупова у земљи и иностранству. Објавио је преко 60 књига, а за изузетан књижевни и научни допринос у Републици Србији и свесрпском културном простору додељена му је Вукова награда. 

## Биографија
Љубиша Рајковић Кожељац је рођен 4. фебруара 1940. године у Кожељу код Минићева у општини Књажевац од оца Драгољуба и мајке Добрице, где је завршио и основну школу. Нижу и вишу гимназију је завршио 1959. године у Зајечару. Дипломирао је 1963. године на Филолошком факултету у Београду где је студирао српскохрватски језик, југословенску књижевност и француски језик, где је био један од најбољих студената у групи.
По завршетку студија радио је као просветни радник у основним и средњим школама Минићеву, Халову, Неготину, Коњусима код Андријевице и у Рожајама у Црној Гори. На Филолошком факултету у Београду је магистрирао 1973. године са темом магистарског рада: Језик и стил Добрице Ћосића у роману Деобе. Докторирао је 1994. године на Филолошком факултету у Приштини на тему: Лирске народне песме југоисточне Србије.
Био је шест година просветни саветник за српскохрватски језик и југословенску књижевност у Зајечару а затим је четри године био лектор за српскохрватски језик на факултетима у Бордоу и Лилу у Француској у време када је на овим факултетима радио и Данило Киш. 
Десетак година је радио као самостални научни истраживач у Институту за изучавање културне баштине Срба, Црногораца, Хрвата и Муслимана на Косову и Метохији у Приштини и стекао звање научног сарадника.
Пред пензију је радио у завичајном одељењу Матичне библиотеке Светозар Марковић у Зајечару одакле је пензионисан 2002. године.
Живео је у Зајечару одакле је био активан у културном животу града али и широм бивше Југославије.
Преминуо је 4. марта 2020. године у 80 година живота од повреда у бизарној саобраћајној несрећи у Зајечару. 

## Дела
- Укорак с временом, Историјски архив, Зајечар, 1969.
- Село Врбица, НП Дневник, Нови Сад, 1969.
- Чланци из језика и књижевности, Технички школски центар, Бор, 1970.
- Треперење, Млади мај, Зајечар, 1971.
- Двори самотворни, НУ Тимок, Зајечар, 1972.
- Под каменом цвет, Књижевни клуб Бранко Миљковић, Кажевац, 1973.
- Из језичке и књижевне проблематике, Међуопштински просветно-педгошки завод, Зајечар, 1973.
- Вршњаци пролећа, Дом омладине, Зајечар, 1975.
- Црна Река, НУ Тимок, Зајечар, 1975.
- Здравац миришљавац, ГИП Зајечар, Зајечар, 1978.
- Лепота ожиљака, Друштво пријатеља књиге, Иванград, 1987.
- Предјели сна, Међурепубличка заједница, Пљевља, 1987.
- Књижевно стваралаштво Миленка Ратковића, Ново дело, Београд, 1988.
- Кличе вила саврх Кома, Заједница културних и научних радника, Рожаје, 1988.
- Устук, НИРО Слобода, Иванград, 1988.
- Тимочке пословице, изреке и загонетке, ИРО Просвета, Ниш, 1989.
- Реч путује, Друштво пријатеља књиге, Иванград, 1989.
- Одсај на води, Независна библиотека Пламен бананине кућице, Пожега, 1990.
- Непоклек, Дом омладине, Зајечар, 1990.
- Књижевни разговори, Култирно-просветна заједница, Зајечар, 1991.
- Јато голубато, Културно-просветна заједница, Зајечар, 1991.
- Ономастика Тимока, САНУ (Ономатолошки прилози, бр. XИ), Београд, 1991.
- Ој, леле, Стара планино, Крајински књижевни круг, Неготин, 1995.
- Радгостов кодекс, Нови свет, Приштина, 1996.
- Језик и стил у Деобама Добрице Ћосића, Културно-просветна заједница, Зајечар, 1997.
- Поменик, Пергамент, Приштина, 1997.
- Лирске народне песме југоисточне Србије, Институт за изучавање културне баштине Срба на Косову и у Метохији, Приштина, 1997.
- Свитац, Нови свет, Приштина, 1997.
- Небо у кладенцу, Књижевна заједница Вељко Видаковић, Ниш, 1997.
- Певање Хајдук-Вељку, Хајдук-Вељкови дани, Леновац, 1998.
- Пути недоходи, Књижевна заједница Вељко Видаковић, Ниш, 1998.
- Венци за младенци, Завичајно друштво Тимочана-Торлака, Минићево, 1998.
- Монографија Основне школе, Мирослав Ђуровић, у Башчи (код Рожаја), ОШ Морослав Ђуровић, Башча, 1999.
- Окато сунце, Тимочки књижевни клуб, Зајечар, 2000.
- Основна школа у Великом Извору од 1839. до 2000. године, ОШ Вук Караџић, Велики Извор, 2000.
- Мучно свитање, ДП Нота, Књажевац, 2000.
- Са лонџе зелене, Центар за културу, Рожаје, 2000.
- Посвете, Књижевни клуб Инорог, Бор, 2001.
- На путу доброчинства, ООЦК, Зајечар, 2001.
- Трајање, Завичајно друштво Тимочана – Торлака, Минићево, 2002.
- Дионисије на леопарду НИП Врањске књиге, Врање, 2004.
- Били смо немогући, Српска књига, Рума, 2005.
- Муње на обзорју, НИП Врањске књиге, Врање, 2006.
- Реч бива дело, Књижевни клуб Бранко Миљковић, Књажевац, 2006.
- Бесмртник, Терција, Бор, 2008.
- Пут у Есхатон, Књижевни клуб Соколово перо, Сокобања, 2008.
- Дечја уста, Књижевно друштво Свети Сава, Београд, 2009.
- Живот посвећен науци, Културно-просветна заједница, Зајечар, 2009.
- Језик наш насушни, Књижевна задруга Српског народног вијећа Црне Горе, Подгорица, 2009.
- Устани, Лазаре, Књижевни клуб Бранко Миљковић, Књажевац, 2009.
- Две златне јабуке, Културно-просветна заједница, Зајечар, 2009.
- Шиомигађура, Књижевни клуб хумориста, афористичара и сатиричара Сергије Лајковић, Зајечар, 2009.
- Драги Љубиша, Историјски архив Тимочка крајина, Зајечар — Завичајно друштво Тимочана-Торлака, Минићево, 2010.
- Маргиналије, Центар за културу, Зајечар, 2010.
- До балчака, Крајински књижевни клуб, Неготин, 2011.
- Да живот буде љубав, ИК Мирослав, Београд, 2011.
- Суза скамењена, Завичајно друштво Тимочана-Торлака, Минићево, 2011.
- Живот — за живот у слободи (у коауторству са Миодрагом Ђурђевићем), Савез удружења бораца Округа Зајечар и Округа Бор, Зајечар, 2011.
- Сонети, Крајински књижевни клуб, Неготин, 2012.
- Посвета Кожељцу, јануар 2020